# كلاوس بيتر فيلش

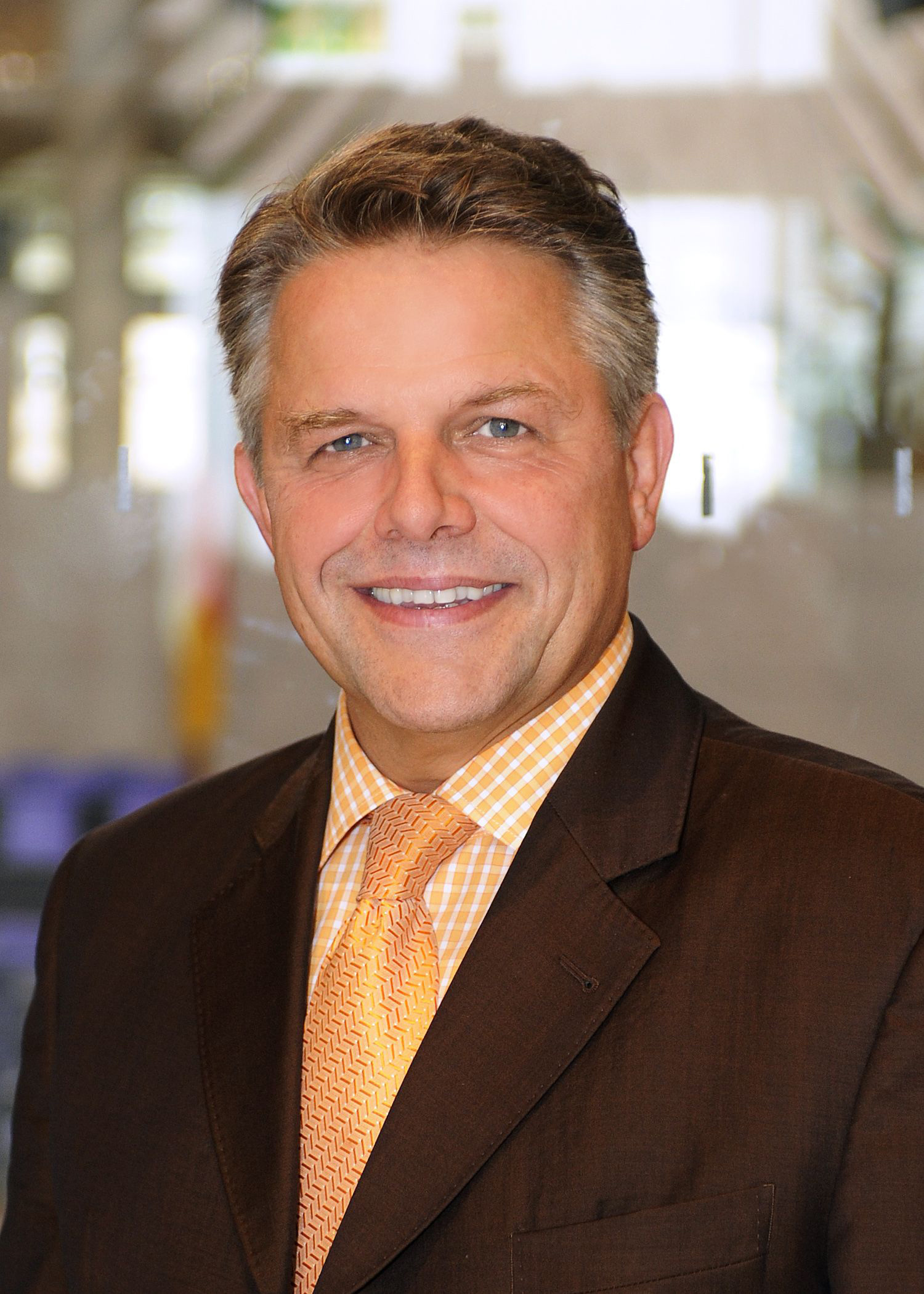
كلاوس بيتر فيلش

كلاوس بيتر فيلش (بالألمانية: Klaus-Peter Willsch)‏ (28 فبراير 1961، باد شفالباخ) هو سياسي ألماني من حزب الاتحاد الديمقراطي المسيحي وعضو في البوندستاغ، ويمثل راينجاو تاونوس - ليمبورغ.

## النشأة والتعليم
التحق فيلش بجامعة ماينز وحصل على درجة الماجستير في الاقتصاد والعلوم السياسية. انهى الخدمة العسكرية وبدأ حياته المهنية في مطار فرانكفورت.

## الحياة السياسية
بعد انضمامه إلى الاتحاد الديمقراطي المسيحي، بدأ فيلش حياته السياسية. في عام 1994، كان رئيس بلدية شلانجينباد.أصبح من عام 2000، وهو ممثل الاتحاد الديمقراطي المسيحي في هيسن.
كان ويلش عضوًا في البوندستاغ الألماني منذ انتخابات عام 1998 . في البرلمان، خدم لأول مرة في اللجنة المالية من عام 1998 حتى عام 2002. وكان عضوا في لجنة الميزانية بين عامي 2002 و 2013. يعمل منذ عام 2013 في لجنة الشؤون الاقتصادية والطاقة. وبهذه الصفة، فهو مقرر مجموعته البرلمانية المعني بصادرات الطيران والأسلحة.

## نشاطات أخرى

### مجالس الشركات
- go4copy.net على سبيل المثال، عضو في مجلس الإشراف

### منظمات غير ربحية
- رابطة المؤسسات الألمانية، عضو المجلس الاستشاري البرلماني
- معهد فراونهوفر لأنظمة الإنتاج وتكنولوجيا التصميم (IPK)، عضو مجلس الأمناء (منذ 2012)
- الجامعة الفيتنامية الألمانية (VGU)، عضو مجلس الأمناء (منذ 2011)
- مركز برلين للعلوم الاجتماعية (WZB)، عضو مجلس الأمناء (منذ عام 2006) [6]
- جمعية فراونهوفر، عضو مجلس الشيوخ (2005-2010)

## مواقف سياسية
ضمن حزبه، يعتبر ويلش على نطاق واسع منتقدًا للرئيسة والمستشارة أنجيلا ميركل.  في 17 يوليو 2015، صوت ضد اقتراح الحكومة بالتفاوض على خطة إنقاذ ثالثة لليونان. في يونيو 2017، صوت ضد تطبيق ألمانيا للزواج المثلي. في 16 مارس 2018، كان واحدًا من ثلاثة أعضاء من حزب الاتحاد الديمقراطي المسيحي الذين انشقوا عن مجموعتهم البرلمانية في عدم التصويت ضد اقتراح البديل لألمانيا؛ بدلا من ذلك قرروا الامتناع عن التصويت.
قبل الانتخابات القيادية للديمقراطيين المسيحيين في عام 2018، أيد ويلش علنا فريدريك ميرز ليخلف أنجيلا ميركل رئيسًا للحزب.

## الحياة الشخصية
ويلز هي متزوجة ولديها خمسة أطفال. تعيش العائلة في هولزهاوزن، وهي بلدة في رينجاو تاونوس-كريس.

## روابط خارجية
- مقال في البوندستاغ